# Willy Skibby
Willy Skibby (* 20. Februar 1942 in Stilling, Midtjylland) ist ein ehemaliger dänischer Radrennfahrer und nationaler Meister im Radsport.

## Sportliche Laufbahn
Skibby war Teilnehmer der Olympischen Sommerspiele 1976 in Montreal. Im olympischen Straßenrennen schied er aus.
Er wurde 1966 hinter Ole Ritter Vize-Meister im Straßenrennen in Dänemark. Im August wurde er im Amateurrennen der UCI-Straßen-Weltmeisterschaften auf dem Nürburgring Dritter hinter dem Sieger Evert Dolman. Skibby gewann die dänischen Eintagesrennen Fix Løbet 1975 und Herning Gadeløbet 1977.
Die Internationale Friedensfahrt fuhr er zweimal. 1965 wurde er 59. und 1966 68. der Gesamtwertung. 1964 war er ausgeschieden.

## Familiäres
Willy Skibby ist der Vater von Jesper Skibby und Karina Skibby, die beide im Radsport aktiv waren.